# Borthwick

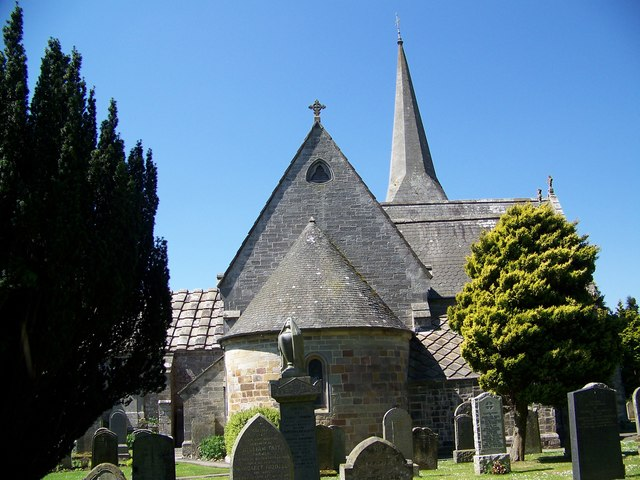
Pfarrkirche von Borthwick

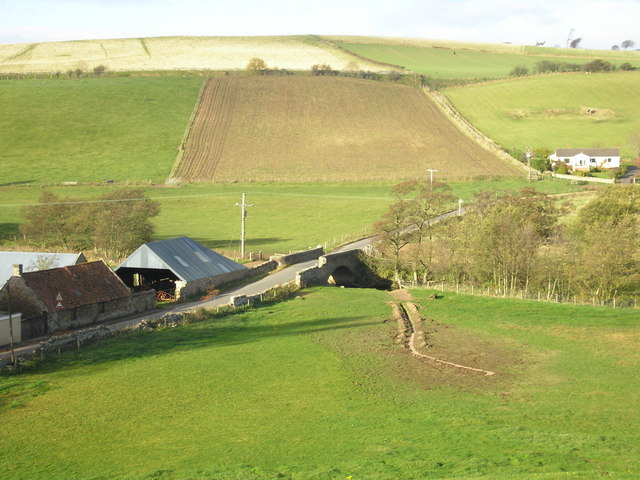
Landschaft in der Gemeinde Borthwick

Borthwick ist ein Dorf und eine Gemeinde (Civil Parish) in der Council Area Midlothian in Schottland im Vereinigten Königreich. Die Gemeinde hat 2841 Einwohner (Stand 2011).

## Sehenswürdigkeiten
- Die bekannteste Sehenswürdigkeit ist Borthwick Castle.[2]
- Das Dorf Borthwick hat eine Pfarrkirche[3]